# Ewerton Teixeira
Ewerton Teixeira (ur. 13 lutego 1982 w São Paulo) – brazylijski karateka stylu kyokushin (3. dan) i kickbokser wagi ciężkiej. Mistrz świata kyokushin (IKO1) w kategorii open z 2007 roku.

## Kariera sportowa

### Karate
Karate kyokushin zaczął trenować w wieku 9 lat. W wieku 21 lat otrzymał czarny pas. W 2001 roku po raz pierwszy został mistrzem Ameryk. Sukces ten powtórzył jeszcze czterokrotnie. 
W 2003 roku zajął 3. miejsce na 8. Otwartych Mistrzostwach Świata IKO1, pokonując m.in. Glaube Feitosę. Dwa lata później został mistrzem świata w kategorii ciężkiej (+ 90 kg). 18 listopada 2008 roku wygrał 9. Otwarte Mistrzostwa Świata. W finale turnieju pokonał przez ippon Czecha Jana Soukupa.
Jest uczniem shihana Seiji Isobe.

### K-1
Po zdobyciu czempionatu w kyokushin Teixeira podpisał kontrakt z japońską organizacją kickbokserską K-1. Pod okiem Francisco Filho podjął intensywne przygotowania do debiutu w tej formule walki, co nastąpiło w kwietniu 2008 roku na gali K-1 World GP w Jokohamie. Jego przeciwnikiem był doświadczony Yūsuke Fujimoto. Teixeira znokautował Japończyka prawym prostym w 5. rundzie walki. 
W czerwcu, zaledwie dwa miesiące po debiucie, Brazylijczyk wygrał swój pierwszy turniej K-1. Zwyciężył w mistrzostwach K-1 World GP Japonii, zdobywając przepustkę na turniej eliminacyjny Final 16 w Seulu. Tam okazał się lepszy od weterana K-1, Musashiego. Dzięki tej wygranej Teixeira wystąpił w grudniu w ośmioosobowym turnieju finałowym w Jokohamie, którego stawką był tytuł mistrza cyklu K-1 World GP. Odpadł w ćwierćfinale po wyrównanej walce z Errolem Zimmermanem. W 2009 roku został wyeliminowany na tym samym etapie, tym razem przez Alistaira Overeema (nokaut w 1. rundzie). W sezonie 2010 nie zdołał awansować do turnieju finałowego, przegrawszy w Final 16 z Peterem Aertsem przez decyzję po dodatkowej rundzie. Wystąpił jednak podczas niego w walce rezerwowej przeciwko Errolowi Zimmermanowi. Zrewanżował mu się za porażkę sprzed dwóch lat, pokonując go przez jednogłośną decyzję.

## Osiągnięcia
Kick-boxing:
- 2008: K-1 World GP w Fukuoce (GP Japonii) – 1. miejsce

Karate kyokushin (IKO1):
- 2011: 10. Otwarte Mistrzostwa Świata Kyokushin – 2. miejsce

- 2007: 9. Otwarte Mistrzostwa Świata Kyokushin – 1. miejsce
- 2005: 3. Mistrzostwa Świata w Kategoriach Wagowych – 1. miejsce w wadze ciężkiej
- 2003: 8. Otwarte Mistrzostwa Świata Kyokushin – 3. miejsce
- 2002: Puchar Świata w São Paulo – 1. miejsce w wadze ciężkiej
- 2001, 2002, 2003, 2004, 2007: Otwarte Mistrzostwa Ameryk – 1. miejsce
- 2001: Mistrzostwa Brazylii – 2. miejsce w kategorii open
- 2000: Mistrzostwa stanu São Paulo – 1. miejsce w kategorii ciężkiej i open
- 1999: Mistrzostwa stanu São Paulo – 1. miejsce w kategorii junior ciężkiej